# Zgodovina severnih dinastij
Zgodovina severnih dinastij (kitajsko《北史》, pinjin Běishǐ, dobesedno Severna zgodovina) je ena  od uradnih kitajskih zgodovinskih del v kanonu Štiriindvajsetih zgodovin. Besedilo obsega 100 zvezkov in zajema obdobje od leta 386 do 618, zgodovino Severnega Veja, Zahodnega Veja, Vzhodnega Veja, Severnega Džova, Severnega Čija in dinastijo Sui. Tako kot Zgodovino južnih dinastij je knjigo začel sestavljati Li Daši iz Knjige Veja in Knjige Džova. Po njegovi smrti je delo med letoma 643 in 659 dokončal njegov sin Li Janšov.  Za razliko od večine preostalih Štiriindvajsetih zgodovin tega dela ni naročila država.

## Vsebina
Zvezki 1–5 vsebujejo letopise Veja, vključno s cesarji Vzhodnega in Zahodnega Veja. Zvezki 6–8 vsebujejo letopise cesarjev Severnega Čija, zvezki 9–10 letopise cesarjev Severnega Džova, zvezki 11–12 pa letopise cesarjev Suja. Zvezki 13–14 vsebujejo biografije cesaric in cesarjevih soprog. Zvezki 15–19 vsebujejo biografije cesarskih družin dinastije Vej, zvezki 20–50 pa biografije drugih  osebnosti iz Veja. Zvezki 51–79 vsebujejo biografije osebnosti iz dinastij Severni Či (51–56), Severni Džov (59–70) in Suj (71–79). Zvezki od 80 do 100 vsebujejo drugo biografsko vsebino, vključno z družinami cesarskih soprog (80), konfucijske  učenjake (81–82), književnost (83), sinovska dejanja (84), samotarje (75–76), zglede zvestih in pravičnih (85), vrle uradnike (86), krute uradnike (87), samotarje (88), vedeževalce (89–90), vzorne ženske (91), ljubljence plemičev (92), tuje države in ljudstva (93–99)  in predgovor k življenjepisom (100).

## Vira
- Graff, David (2015). »Bei shi 北史«.  V Dien, Albert E.; Chennault, Cynthia Louise; Knapp, Keith Nathaniel; Berkowitz, Alan J. (ur.). Early Medieval Chinese Texts: A Bibliographical Guide. Berkeley, CA: Institute of East Asian Studies, University of California. str. 18–23.
- Wu, Huaiqi; Zhen, Chi (2018). An Historical Sketch of Chinese Historiography (e-book). Berlin: Springer.